# Religia państwowa
Religia państwowa – religia wspierana ideowo lub w systemie prawnym, jako jedyna, przez państwo.
Jej struktury wyznaniowe są najczęściej bądź bezpośrednio finansowane przez państwo bądź posiadają przywileje względem innych wyznań. W systemach monarchicznych jest to z reguły religia wyznawana przez panującego władcę. Nierzadko obowiązują regulacje zakazujące osobom innych wyznań zajmowania określonych stanowisk, dotyczące sprawowania przez duchownych pewnych funkcji administracyjnych, uprzywilejowania nauki religii państwowej w szkołach.
W Unii Europejskiej religiami państwowymi są np. prawosławie w Grecji, anglikanizm w Anglii, prezbiterianizm w Szkocji, luteranizm w Danii. W tych krajach zakazana jest jednak dyskryminacja osób należących do mniejszości wyznaniowych. W 2000 Szwecja zrezygnowała z luteranizmu jako religii państwowej – od tej pory osoby rodzące się w Szwecji nie są już domyślnie członkami kościoła, którego głową jest król Szwecji.

## Religie państwowe na świecie

Religie państwowe na świecie.
Buddyzm
Islam
Chrześcijaństwo

Buddyzm
     Islam
     Chrześcijaństwo

### Państważydowskie
- Izrael[1]

### Państwachrześcijańskie
Katolicyzm
- Argentyna[potrzebny przypis]
- Kostaryka
- Liechtenstein
- Malta
- Monako
- Salwador
- Szwajcaria (kantony rzymskokatolickie: Appenzell Innerrhoden, Nidwalden, Schwyz, Uri; kantony starokatolickie: Argowia, Bazylea, Berno)[potrzebny przypis]
- Watykan (Teokracja)

Prawosławie
- Grecja
- Gruzja

Protestantyzm
- Dania
- Islandia
- Norwegia
- Szkocja
- Szwajcaria (kantony: Argowia, Bazylea, Berno, Glarus, Gryzonia, Schwyz, Turgowia, Uri, Zurych)[potrzebny przypis]
- Tuvalu[2]

Anglikanizm
- Anglia. Status państwowy posiada Kościół Anglii (Church of England)[3]

W niektórych z wymienionych państw (np. w Argentynie, Finlandii) wspomniane wyznania nie mają oficjalnego statusu religii państwowej, ale utrzymują specjalne stosunki z państwem, które zatwierdza np. nominacje biskupie.

### Państwaislamskie
Sunnizm
- Afganistan (Teokracja)
- Bahrajn
- Bangladesz
- Brunei
- Egipt
- Irak
- Jemen
- Jordania
- Katar
- Kuwejt
- Libia
- Maroko
- Oman
- Pakistan
- Zjednoczone Emiraty Arabskie
- Algieria
- Arabia Saudyjska
- Komory
- Malediwy
- Malezja
- Mauretania
- Somalia

Szyizm
- Iran (Teokracja)

### Państwabuddyjskie
- Bhutan
- Kambodża
- Tajlandia